# Steinweg 9 (Gehrden)

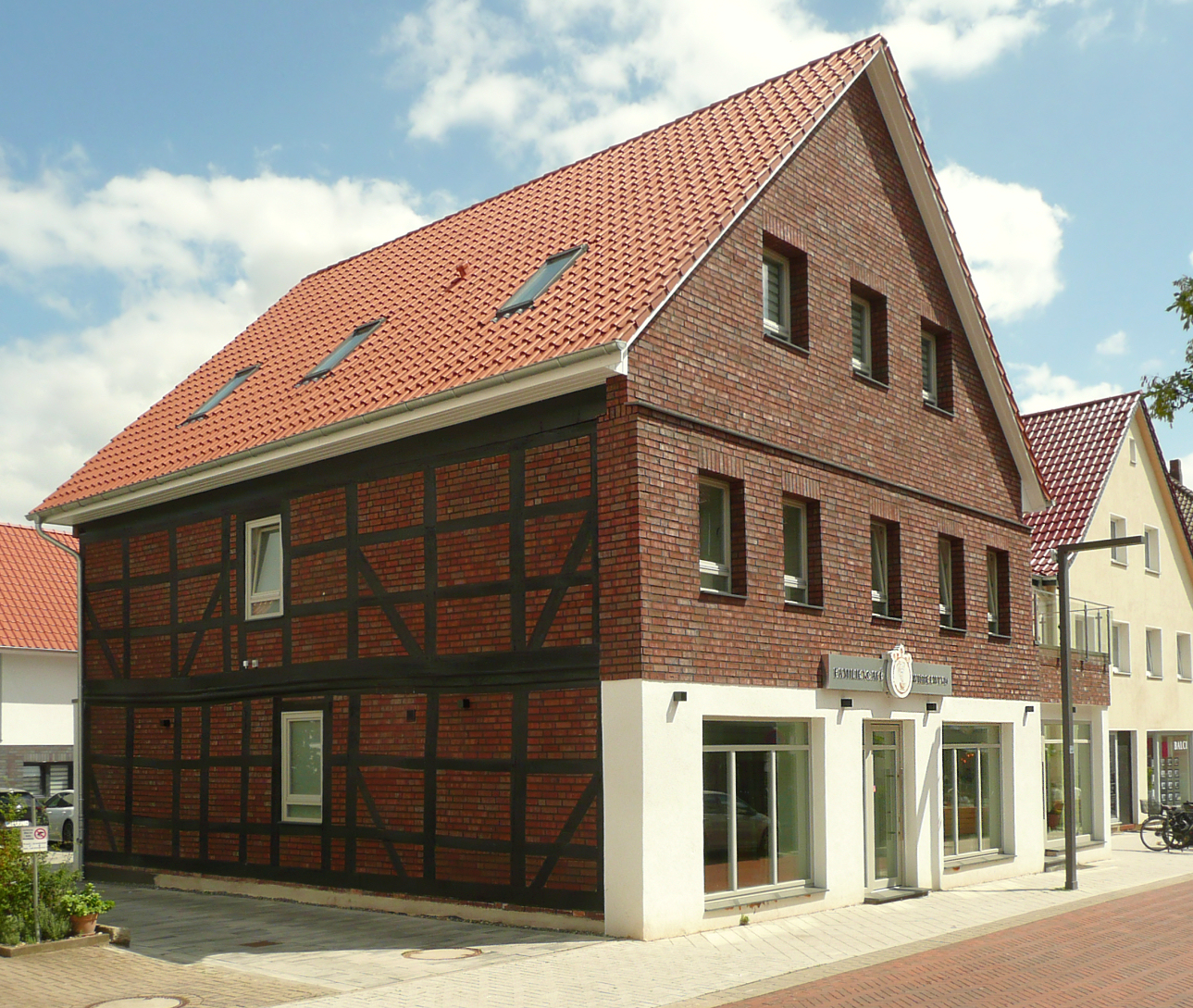
Sanierte Gebäudevorderseite (2025)

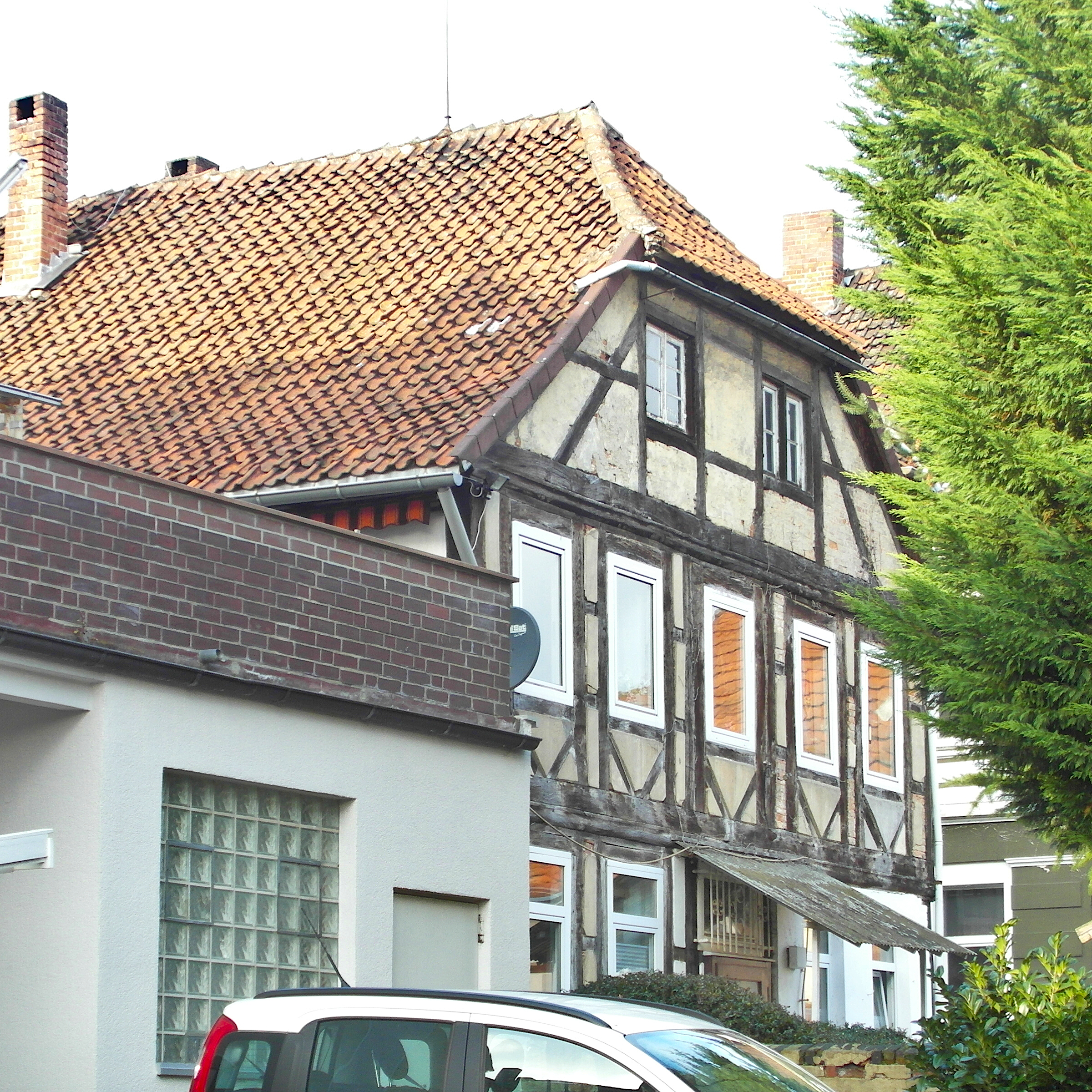
Die unverblendete, noch unsanierte Gebäuderückseite (2014)

Das Fachwerkhaus im Steinweg 9 in Gehrden in der Region Hannover ist eine der ältesten Haus- und Hofstellen der Stadt. Es handelt sich um ein stadtbildprägendes Gebäude an einer zentralen Geschäftsstraße des Ortes.

## Beschreibung
Nach einer Kernsanierung Anfang in den 2020er Jahren hat das zweigeschossige Gebäude ein weiß verputztes Untergeschoss. Das Obergeschoss ist an der Straßenseite mit dunklen ton-roten Ziegeln verblendet und verfügt über ein Satteldach mit roten Ziegeln. Im Rahmen der Sanierung wurde das Fundament erneuert und aus statischen Gründen wurden neue Stahlträger eingezogen.

## Geschichte
Die ehemalige Haus- und Hofstelle könnte mit 120 Morgen Land die größte und älteste in Gehrden zwischen 1625 und 1655 gewesen sein. Das Gebäude hatte in der Vergangenheit häufig den Besitzer gewechselt. Seit 1700 sind knapp 50 Besitzer nachweisbar. Die Hausstelle ist um 1768 abgebrannt und wurde um 1770, anderen Angaben nach um 1870, neu aufgebaut. Im 20. und 21. Jahrhundert wurde das Gebäude für unterschiedliche Zwecke genutzt. In den 1950er Jahren befand sich darin  ein Lebensmittelladen. Später wurde das Gebäude von der Landesbausparkasse, einem Rundfunk- und Fernsehgeschäft  sowie einem Schuhgeschäft genutzt. 2020 sollte das Gebäude aufgrund seines schlechten Zustands zunächst abgerissen werden. Der Abriss kam jedoch nicht zustande, so dass das Gebäude 2022 von einem Investor aus Gehrden gekauft und für 1,3 Millionen Euro kernsaniert wurde. In diesem Zusammenhang wurde auch der Dachboden als Wohnraum ausgebaut. Im Erdgeschoss befindet sich weiterhin eine Ladenzeile, die ab 2025 ein Familiencafé beherbergt.